# 豊利県 (陝西省)
豊利県（ほうり-けん）は、中国にかつて存在した県。現在の陝西省安康市白河県南部と湖北省十堰市鄖陽区南西部一帯に相当する。
南北朝時代、西魏により設置され豊利郡の郡治とされた。968年（乾徳6年）、北宋により廃止された。